# Escuela de Cultura de Paz
La Escuela de Cultura de Paz (en catalán: Escola de Cultura de Pau) es un centro de investigación sobre paz, conflictos y derechos humanos adscrito a la Universidad Autónoma de Barcelona y creado en 1999 por la Cátedra UNESCO sobre Paz y Derechos Humanos de la UAB. Sus líneas de investigación incluyen los conflictos armados, las situaciones de tensión sociopolítica, los procesos de paz, la educación para la paz, los derechos humanos y la justicia transicional,  las crisis humanitarias, la dimensión de género en la paz y los conflictos, la construcción de paz posbélica, los procesos de desarme, desmovilización y reintegración de excombatientes y el papel de la música y las artes en la construcción de paz, entre otros. Su objetivo es contribuir mediante el análisis y la práctica a la transformación pacífica de los conflictos y la consecución de la paz. 
Este centro elabora publicaciones periódicas (anuarios, informes trimestrales y quincenales) y no periódicas (artículos, informes) sobre sus líneas de investigación y realiza actividades de formación –en el campo de la educación formal y no formal–, de sensibilización y de intervención directa en conflictos a través de diplomacia no gubernamental. 
Se le considera un centro vinculado a los estudios de paz y conflictos. En su programa de posgrado han impartido docencia, entre otros, los exasesores especiales del secretario general de la ONU Jan Egeland y James Lemoyne, y expertos en procesos de paz como John Paul Lederach (Universidad de Notre Dame). También ha contado con la presencia de los Premios Nobel de la Paz Rigoberta Menchú y Adolfo Pérez Esquivel. La Escola de Cultura de Pau es miembro de la Asociación Española de Investigación para la Paz (AIPAZ) y forma parte de redes internacionales, como la ASEM Education Hub on Peace and Conflict Studies. Su fundador fue Vicenç Fisas (Premio Nacional Derechos Humanos 1988, España).
Sus usuarios incluyen actores gubernamentales y no gubernamentales del ámbito de la cooperación, la asistencia humanitaria y la diplomacia, periodistas, académicos y estudiantes universitarios, mediadores y trabajadores sociales, entre otros.